# Václav Lanča
Václav Lanča (* 14. srpna 1966, Ostrava, Československo) je bývalý československý házenkář.
S týmem Československa hrál na letních olympijských hrách v Barceloně v roce 1992, kde tým skončil na 9. místě. Nastoupil v 4 utkáních a dal 14 gólů. Na klubové hrál za Baník Karviná, ve Španělsku za BM Valladolid a ve Švýcarsku za Grasshoppers Curych a BSV Bern.